# Grela

Herb Grela I

Herb Grela I odmienny

Herb Nitykowski-Grellen

Grela (Grell, Grelle) – polski herb szlachecki, używany przez rodzinę wywodzącą się z Kaszub.

## Opis herbu
Herb znany był w przynajmniej trzech wariantach. Opisy zgodnie z klasycznymi regułami blazonowania:
Grela I: W polu czerwonym dwie skrzyżowane kopie srebrne między dwiema gwiazdami złotymi w słup. Klejnot: nad hełmem bez korony panna z włosami złotymi, w szacie czerwonej i koronie złotej (lub bez korony), trzymająca w rękach po pierścieniu turniejowym srebrnym (lub złotym). Labry czerwone, podbite srebrem.
Grela I odmienny: W polu dwie skrzyżowane lance. Klejnot i barwy nieznane.
Nitykowski-Grellen (Grela I odmienny): Jak Grela I, ale kopie złote, hełm nakryty koroną, panna trzyma pierścienie złote.

## Najwcześniejsze wzmianki
Herb nie jest znany polskim herbarzom. Wyjątkowa wersja kolorystyczna tego herbu pojawiła się w tzw. starym herbarzu Siebmachera z 1612 roku. Pole herbu było tam srebrne, gwiazdy złote, zaś kopie czerwono-błękitne w słup. Herb pojawił się w przedstawianej tu wersji I niedługo potem na mapie Pomorza Lubinusa z 1618 roku. Następnie wersję tę przytaczały herbarze Ledebura (Wappenbuch der Preussischen Monarchie, 1828), Bagmihla (Pommersches Wappenbuch, 1847), "Nowego" Siebmachera (Der Adel des Königreichs Preußen, 1906), oraz Żernickiego (Der Polnische Adel, 1900, Der polnischen Stammwappen : ihre Geschichte und ihre Sagen, 1904).
Wersja określona jako Grela I odmienny jest zapewne pierwotną wersją herbu Grelów. Znana jest ona z pieczęci Ścibora z Łebuni (legenda otokowa Stibur Grelle) z 1440 roku, Guntera Grelle z 1454 roku i Simona Grelle z 1548 roku.
Herb Nitykowski-Grellen został nadany 10 sierpnia 1892 roku Arturowi Franzowi Hermannowi Nitykowskiemu (1842-1907), który pochodził po kądzieli z rodziny uważającej się za potomków rodziny Grela.

## Herbowni
Grela (Grell, Grella, Grelle, Grellen, Grelli, Grill, Grille, Grzela, być może Groel).
Przedstawicielowi tej rodziny przypisano (być może błędnie), herb Grela II.

## Rodzina Grela
Nazwisko Grela jest starym kaszubskim nazwiskiem szlacheckim, należącym do rodziny mieszkającej w południowej i zachodniej części Kaszub. Pochodzi być może od imienia Grzegorz, albo od czasownika "grzać się", choć najbardziej prawdopodobne jest niemieckie jego pochodzenie. Pierwszym odnotowanym Grelą na Pomorzu był Walter Grela notowany w 1302 roku. Jego syn Mikołaj, wymieniony po raz pierwszy w 1345 roku, otrzymał w 1356 w lenno wieś Mędromierz. W roku 1362 bracia Walter i Klaus oraz ich bratankowie, Walter i Gunter, otrzymali dobra Cewice, które należały do rodziny przez następne 400 lat oraz na wieś Łebunia. Rodzina zaliczała się do średniozamożnej szlachty, wydaje się, że najważniejszym stanowiskiem pełnionym przez przedstawiciela rodu było stanowisko włodarza gdańskiego, piastowane przez Waltera Grelę wzmiankowanego w 1358 i 1362. 